# Campeonato Paulista de Futebol de 1976 - Primeira Divisão
O Campeonato Paulista de Futebol de 1976 - Primeira Divisão foi a 30.ª edição do torneio promovida pela Federação Paulista de Futebol, e equivaleu ao segundo nível do futebol no estado de São Paulo. A equipe do XV de Jaú conquistou seu segundo título da Divisão de Acesso.
A competição desse ano foi a primeira em que voltou a valer a lei do acesso, suspensa desde 1972 pela FPF. Tal fato explicou a grande quantidade de equipes inscritas no campeonato: quarenta ao todo.

## Forma de disputa
- Primeira fase: Ocorreu a disputa por turno e returno com as equipes divididas em três séries. O campeão de cada turno de cada série foi para a segunda fase.
- Segunda fase: Os times jogaram entre si em turno único. A equipe que atingisse a maior pontuação nessa fase seria declarada campeã e promovida à Divisão Especial de 1977.[5]

## Participantes
| Série Alfredo Metidieri - Aliança (São Bernardo do Campo) - Americana (Americana) - Amparo (Amparo) - Esportiva (Guaratinguetá) - Independência (Osasco) - MAF (Piracicaba) - Nacional (São Paulo) - Rio Claro (Rio Claro) - Saad (São Caetano do Sul) - Santo André (Santo André) - São José (São José dos Campos) - Taubaté (Taubaté) - União Barbarense (Santa Bárbara D'Oeste) - Velo Clube (Rio Claro) | Série José Ferreira Pinto - Batatais (Batatais) - Catanduvense (Catanduva) - Estrela da Bela Vista (São Carlos) - Francana (Franca) - Ginásio Pinhalense (Espírito Santo do Pinhal) - Independente (Limeira) - Inter de Limeira (Limeira) - Orlândia (Orlândia) - Palmeiras (São João da Boa Vista) - Pirassununguense (Pirassununga) - Sãocarlense (São Carlos) - Sertãozinho (Sertãozinho) - XV de Jaú (Jaú) | Série Paulo Machado de Carvalho - Andradina (Andradina) - Araçatuba (Araçatuba) - Barretos (Barretos) - Corinthians (Presidente Prudente) - Garça (Garça) - Inter de Bebedouro (Bebedouro) - Jaboticabal (Jaboticabal) - Linense (Lins) - Olímpia (Olímpia) - Penapolense (Penápolis) - Rio Preto (São José do Rio Preto) - Tupã (Tupã) - Votuporanguense (Votuporanga) |

## Classificação

### Primeira fase
Nas séries "José Ferreira Pinto" e "Paulo Machado de Carvalho", respectivamente, XV de Jaú e Barretos venceram os dois turnos. Na série "Alfredo Metidieri", o Aliança venceu o primeiro turno, e o Santo André, o segundo.

### Segunda fase
4 de dezembro de 1976: XV de Jaú 1 – 0 Barretos

4 de dezembro de 1976: Aliança 1 – 1 Santo André

8 de dezembro de 1976: XV de Jaú 2 – 0 Santo André

8 de dezembro de 1976: Barretos 2 – 4 Aliança

11 de dezembro de 1976: Santo André 2 – 0 Barretos

#### Jogo decisivo
| 11 de dezembro de 1976 | XV de Jaú                         | 2 – 0 | Aliança | Campinas                                                      |
|                        | Valdomiro 11' 1T · Pedrinho 7' 2T |       |         | Público: 10 558 Renda: Cr$ 212 795,00 Árbitro: Oscar Scolfaro |

XV de Jaú: Emir, Nenê, Marco Antônio e Araújo, Claudio; Daniel, Pedrinho, João Carlos, Paulinho (Navarro); Valdomiro (Niltinho) e Darci.

Aliança: Carioca, Zé Roberto. Osmar (Passarinho), Antônio Carlos e Tuta; Julio Amaral, China, Ademir (Mica); Baitaca, Peru e Moacir.